# ハニーガー
ハニーガー(Honeygar)は、蜂蜜とリンゴ酢を混ぜた飲料である。スウィッチェルに似る。オキシメル等の蜂蜜と酢を混ぜた飲料は、古代から健康のためと称され、飲まれてきた。

## 起源
「ハニーガ―」という言葉は、デフォレスト・クリントン・ジャービスが著書Folk Medicine: A Vermont Doctor's Guide to Good Healthの中で用いた。ジャービスの著書がアメリカ合衆国で好評を得た後、ハニーガーは、日本においても人気になった。自然健康界隈の人々は、ハニーガーには広範な健康効果があると主張する。その中でも繰り返し言われているのは、関節炎の症状に対する効果であるが、これを支持する臨床的な証拠は得られていない。

## 批判
1960年代、ジャービスの著書 Folk Medicine は、ハニーガーの売上げとの関係から、アメリカ食品医薬品局(FDA)によって差し押さえられた。医師のLouis Lasagnaは、以下のように書いている。
ニューヨーク州オールバニで、FDAのエージェントは、50もの病気や症状に効果があるとうたっていたハニーガーのラベルに適切な仕様指示がなかったとして、6万ドル相当のハニーガーを押収した。押収物の中には、ジャービスの著書の複製や引用が含まれていた（ジャービス自身は、この製品の製造には関与していなかったと見られる）。